# 快楽殺人
快楽殺人（かいらくさつじん）とは、殺人自体が快楽で、殺人により快楽を得る目的で行う殺人のことである。殺人だけでなく遺体の損壊も含めて快楽を得るために、殺人と遺体損壊を行う場合もある。

## 日本における快楽殺人の事例
- 宮崎勤事件
- スナックママ連続殺人事件（1991年）[注 1][1]
- 埼玉愛犬家連続殺人事件
- 広島タクシー運転手連続殺人事件（1996年）[2]
- 神戸連続児童殺傷事件（1997年）[3]
- 北九州監禁殺人事件
- 自殺サイト殺人事件（2005年）[4]
- 大阪姉妹殺害事件（2005年）[5]
- 会津若松母親殺害事件
- 江東マンション神隠し殺人事件
- 島根女子大生死体遺棄事件
- 佐世保女子高生殺害事件（2014年）[6]
- 座間9人殺害事件
- すすきのホテル殺人事件（2023年）